# كاناليون (بروزة)
كاناليون (Κανάλιον) هي مدينة في بريفيزا في مقاطعة كينتريكي إلادا في اليونان.
يبلغ عدد سكانها حوالي 944 نسمة.